# ناتالي ويلسون
ناتالي ويلسون (بالإنجليزية: Natalie Wilson)‏ هي كاتبة غنائية أمريكية، ولدت في 23 سبتمبر 1975 في نيوآرك في الولايات المتحدة.